# Мометазон
Мометазона фуроат — сильнодействующий синтетический кортикостероид для местного применения (наружно в виде мази, крема, лосьона, раствора и интраназально в виде спрея) для снижения воспаления. Представляет собой пролекарство, которое в организме разлагается, образуя мометазон, который и оказывает действие. В то же время в форме фуроата он не всасывается в кровь и не оказывает центрального действия.

## Фармакологическое действие
Обладает противовоспалительным, противоаллергическим, противозудным и сосудосуживающими свойствами.

### Фармакокинетика
При интраназальном применении системная биодоступность — менее 0,1 % дозы. Абсорбция мометазона из 0,1%-го крема через нормальную кожу составляет 0,4 % дозы за 8 ч после аппликации без повязки. При воспалении или повреждении кожи абсорбция ускоряется.

## Показания
Назальный спрей
- лечение и профилактика сезонного и круглогодичного аллергического ринита;
- лечение и профилактика полипоза носа — полипозного ринита;
- обострение синуситов (комплексная терапия с антибиотиками).

Крем, мазь и лосьон
Для уменьшения симптомов воспаления и зуда при дерматозах, чувствительных к кортикостероидной терапии.
Применение при беременности возможно, если ожидаемый эффект терапии превышает потенциальный риск для мамы ребёнка.

## Противопоказания
- повышенная чувствительность к какому-либо компоненту препарата или глюкокортикостероиду;
- розовые угри, периоральный дерматит;
- грибковая, бактериальная, вирусная инфекция, вызванная Herpes simplex, ветряная оспа, Herpes zoster;
- туберкулезная инфекция (активная или латентная);
- сифилис;
- травма — нарушение целостности — слизистой или кожных покровов (в том числе недавнее оперативное вмешательство);
- поствакцинальные реакции;
- беременность и кормление грудью.

C осторожностью
- Нанесение на кожу лица и интертригинозную кожу, применение окклюзионных повязок, а также лечение больших участков кожи и/или длительное лечение (особенно у детей)

## Побочные действия
Назальный спрей
- носовые кровотечения, а также выделения окрашенной кровью слизи и сгустков крови (прекращались самостоятельно, не являлись тяжелыми);
- головная боль;
- фарингит;
- ощущение жжения в носу, раздражение слизистой оболочки носа, чихание.

Эти явления являются типичными при применении любого спрея для носа, содержащего глюкокортикостероиды.
Очень редко при интраназальном применении глюкокортикостероидов отмечались случаи перфорации носовой перегородки или повышения внутриглазного давления.
Крем, мазь и лосьон
- парестезии;
- жжение;
- зуд;
- фолликулит;
- угревидные высыпания;
- признаки атрофии кожи.

Редкими эффектами, встречающимися и при применении других местных кортикостероидов, являются раздражение, гипертрихоз, гипопигментация, периоральный дерматит, аллергический контактный дерматит, мацерация кожи, вторичная инфекция, стрии, потница.

## Передозировка
Симптомы
При длительном применении препарата в высоких дозах возможно развитие симптомов гиперкортицизма (угнетение функций гипоталамо-гипофизарно-надпочечниковой системы, в том числе вторичная недостаточность надпочечников).
Лечение
Постепенная отмена препарата. Проводят симптоматическую терапию; при необходимости проводят коррекцию нарушений электролитного баланса.

### Использование в педиатрии
Безопасность и эффективность применения препарата более 3 недель у детей в возрасте от 2 лет не изучалась.
Препарат не применяют для лечения пеленочного дерматита.
Имеются сообщения о подавлении функции гипоталамо-гипофизарно-надпочечниковой системы, появлении синдрома Кушинга, замедлении роста, задержке прибавления массы тела и внутричерепной гипертензии у детей при наружном применении различных ГКС. В число проявлений надпочечниковой недостаточности входят низкое содержание кортизола в плазме и отсутствие ответа на АКТГ-стимуляцию.
Внутричерепная гипертензия приводит к выбуханию родничков, головной боли, двухстороннему отеку диска зрительного нерва.
Препарат не следует применять с окклюзионными повязками или наносить на участки кожи, охватываемые подгузниками или непромокаемыми трусами.

### Результаты экспериментальных исследований
В исследованиях генетической токсичности (в том числе проба Эймса, тест на мышиную лимфому и микроядерный тест) мутагенного действия препарата не установлено.
Долгосрочных исследований канцерогенного действия препарата не проводилось.